# Транскаракумская железная дорога
Транскаракумская железная дорога (Железная дорога Ашхабад—Каракумы—Дашогуз) — одна из железнодорожных магистралей Туркменистана. Открыта 19 февраля 2006 года. Протяжённость трассы составляет 540 километров, для увеличения пропускной способности на линии открыты 17 станций.

## История строительства
Строительство железнодорожной магистрали продолжалось более 5 лет. Основная цель строительства — связать железнодорожную сеть Дашогуза с основной сетью Туркменстана, минуя территорию Узбекистана, а также освоение территории внутри пустыни Каракумы. В строительстве принимали участие более 1500 железнодорожников и 800 подрядчиков. К 19 февраля 2006 года завершена укладка основного пути.

## Значение линии
Протяжённость железнодорожной линии Ашхабад — Дашогуз составляет 540 километров напрямую через Каракумы. Открытие данной железной дороги позволило сократить время в пути между Ашхабадом и Дашогузом до 12 часов в обход Марыйского и Лебапского вилаятов и Хорезмской области Узбекистана. На линии открыты 17 станций, значительно улучшившие транспортную связь внутренних поселений Туркменистана со столицей.
Транскаракумская магистраль стала третьей линией, построенной после обретения Туркменистаном независимости (после линии Теджен — Серахс (Иран) и далее на Мешхед; Туркменабад — Керки).